# SE Palmeiras
Sociedade Esportiva Palmeiras' este un club de fotbal din São Paulo, Brazilia.

## Lotul actual
La 22 iulie 2025.
| Nr. |           | Poziție | Jucător                                         |
| --- | --------- | ------- | ----------------------------------------------- |
| 2   | Brazilia  | F       | Marcos Rocha (vice-căpitan)                     |
| 3   | Brazilia  | F       | Bruno Fuchs (împrumutat de la Atlético Mineiro) |
| 4   | Argentina | F       | Agustín Giay                                    |
| 5   | Argentina | M       | Aníbal Moreno                                   |
| 6   | Brazilia  | F       | Vanderlan                                       |
| 7   | Brazilia  | M       | Felipe Anderson                                 |
| 9   | Brazilia  | A       | Vitor Roque                                     |
| 10  | Brazilia  | A       | Paulinho                                        |
| 11  | Brazilia  | A       | Bruno Rodrigues                                 |
| 12  | Brazilia  | F       | Mayke                                           |
| 13  | Brazilia  | F       | Micael                                          |
| 14  | Brazilia  | P       | Marcelo Lomba                                   |
| 15  | Paraguay  | F       | Gustavo Gómez (căpitan)                         |
| 17  | Uruguay   | A       | Facundo Torres                                  |
| 18  | Brazilia  | M       | Maurício                                        |

| Nr. |           | Poziție | Jucător           |
| --- | --------- | ------- | ----------------- |
| 19  | Paraguay  | A       | Ramón Sosa        |
| 21  | Brazilia  | P       | Weverton          |
| 22  | Uruguay   | F       | Joaquín Piquerez  |
| 23  | Brazilia  | M       | Raphael Veiga     |
| 26  | Brazilia  | F       | Murilo            |
| 30  | Brazilia  | M       | Lucas Evangelista |
| 31  | Brazilia  | A       | Luighi            |
| 32  | Uruguay   | M       | Emiliano Martínez |
| 34  | Brazilia  | F       | Kaiky Naves       |
| 38  | Brazilia  | M       | Figueiredo        |
| 39  | Brazilia  | A       | Thalys            |
| 40  | Brazilia  | M       | Allan             |
| 42  | Argentina | A       | Flaco López       |
| 43  | Brazilia  | F       | Benedetti         |

## Palmares

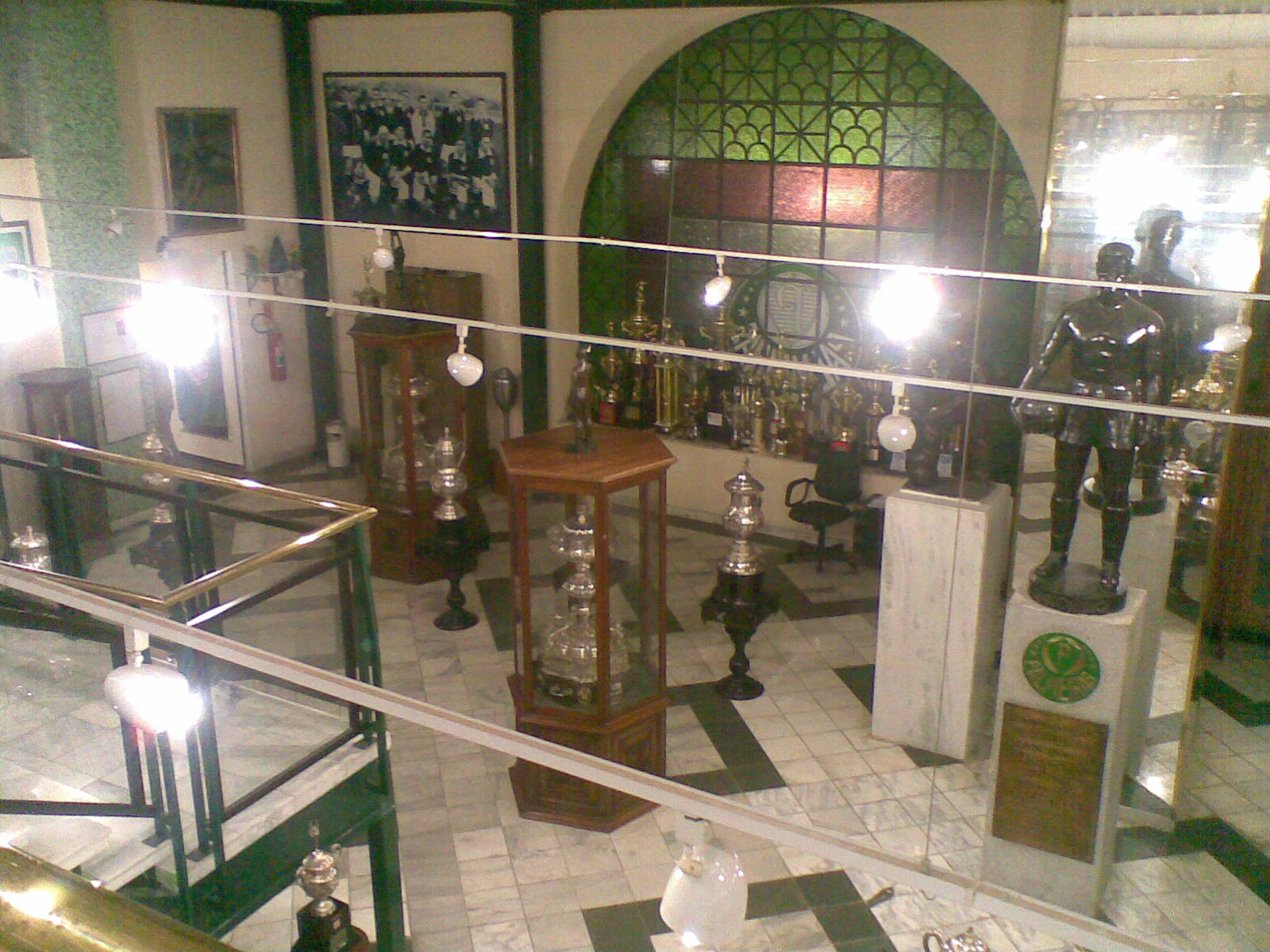
Palmeiras' former Hall of Trophies

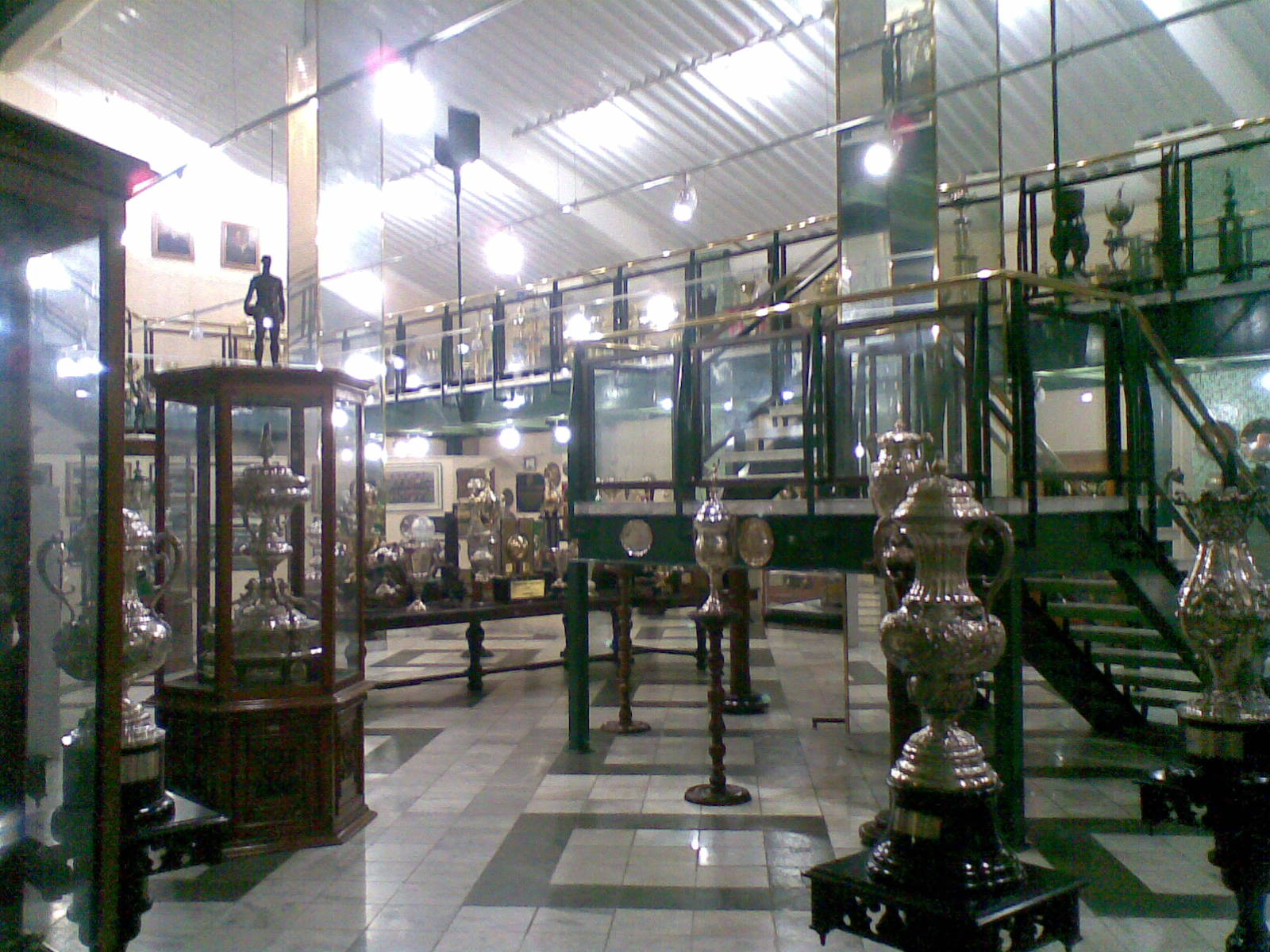
Palmeiras' former Hall of Trophies (other vision)

### Internațional
- Copa Rio (1): 1951
- Copa Libertadores (3): 1999, 2020, 2021
Finalistă (3): 1961, 1968, 2000
- Recopa Sudamericana (1): 2022
Finalistă (1): 2021

- Copa Mercosul (1): 1998

Finalistă (2): 1999, 2000

### Național
- Campeonato Brasileiro Série A (11): 1960, 1967, 1968, 1969, 1972, 1973, 1993, 1994, 2016, 2018, 2022

Vice-campioană (4): 1970, 1978, 1997, 2017
- Copa do Brasil (4): 1998, 2012, 2015, 2020

Finalistă (1): 1996
- Supercopa (1): 2023
Finalistă (1): 2021
- Copa dos Campeões (1): 2000
- Campeonato Brasileiro Série B (2): 2003, 2013

- Torneio Rio-São Paulo (5): 1933, 1951, 1965, 1993, 2000

- Cupa Campionilor Rio-São Paulo (4): 1926 1934, 1942, 1947

- Campeonato Paulista (25): 1920, 1926, 1927, 1932, 1933, 1934, 1936, 1940, 1942, 1944, 1947, 1950, 1959, 1963, 1966, 1972, 1974, 1976, 1993, 1994, 1996, 2008, 2020, 2022, 2023
- Campeonato Paulista Extra (2): 1926, 1938
- Cupa orașului São Paulo (4): 1945, 1946, 1950, 1951